# Dookoła świata (program telewizyjny)
Dookoła świata – polski program telewizyjny realizowany dla telewizji w programie ogólnopolskim do stycznia 1992. Po raz pierwszy został wyemitowany na antenie telewizyjnej 28 grudnia 1983, był wtedy poświęcony Kenii, w której red. Bohdan Sienkiewicz spędził 4 lata jako korespondent Polskiego Radia i Telewizji. 25 programów było poświęconych wszechstronnym relacjom z rejsu dookoła świata „Daru Młodzieży” w latach 1987/88, co tydzień w czwartek. Po programie telewidzowie mogli się połączyć z redaktorem Bohdanem Sienkiewiczem. Wtedy zbierał on propozycje tematów do następnych wydań i wypraw. 